# Complexul Muzeal de Științe ale Naturii din Constanța
Complexul Muzeal de Științele ale Naturii este un muzeu județean din Constanța, amplasat în B-dul Mamaia nr. 255. Muzeul este închis, urmează să fie refăcut și reamplasat. Bogata colecție de animale acvatice provenite din oceanul planetar (specii de scoici, melci de porțelan din apele Africii de vest, familii de corali, stele și arici de mare, pești) este prezentată sub formă de microdiorame și vitrine transparente.
Muzeul este adăpostit într-o clădire nouă, construită în 1969.